# Little Wittenham
Little Wittenham – wieś w Anglii, w hrabstwie Oxfordshire, w dystrykcie South Oxfordshire. Leży 14 km na południe od Oksfordu i 75 km na zachód od Londynu. W 2001 miejscowość liczyła 87 mieszkańców.